# Europabrücke (Randa)
Europabrücke var en hängbro för fotgängare på vandringsleden Europaweg i Mattertal i Valais i Schweiz. Bron öppnades i juli 2010, men förstördes två månader senare av ett stenras. Den förde över blockrasområdet Grabenguferravinen. Som ersättning iordningställdes först två vandringsleder på omkring åtta timmars vandring, ett bergs- och ett dalalternativ. I juli 2017 invigdes den betydligt längre hängbron Charles Kuonen Hängebrücke som ersättare till Europabrücke. Den ligger på ungefär samma ställe, men 200 meter högre upp.

## Bildgalleri

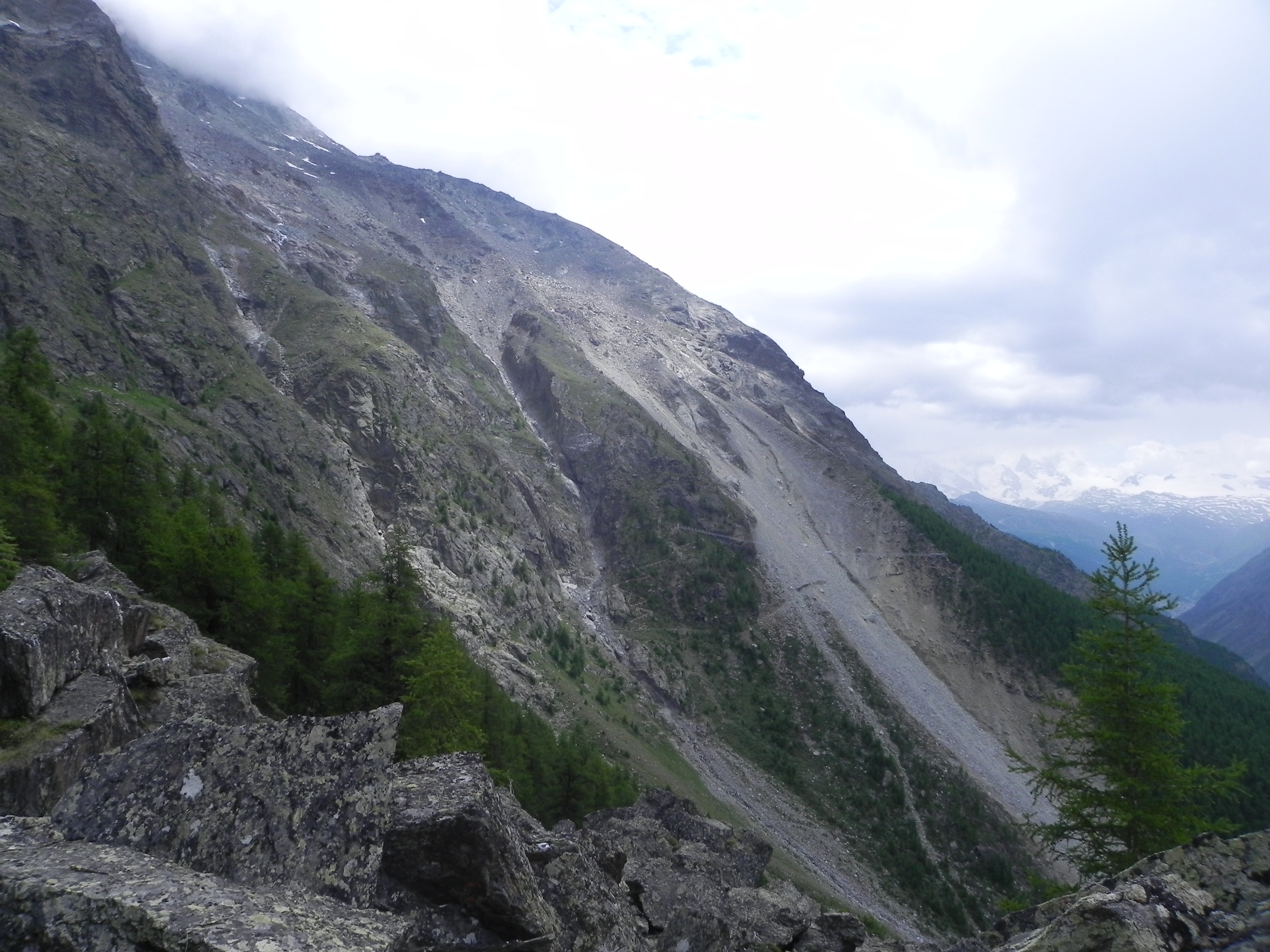
Översiktsbild över berget vid Grabenguferravinen med Europaweg och Europabrücke
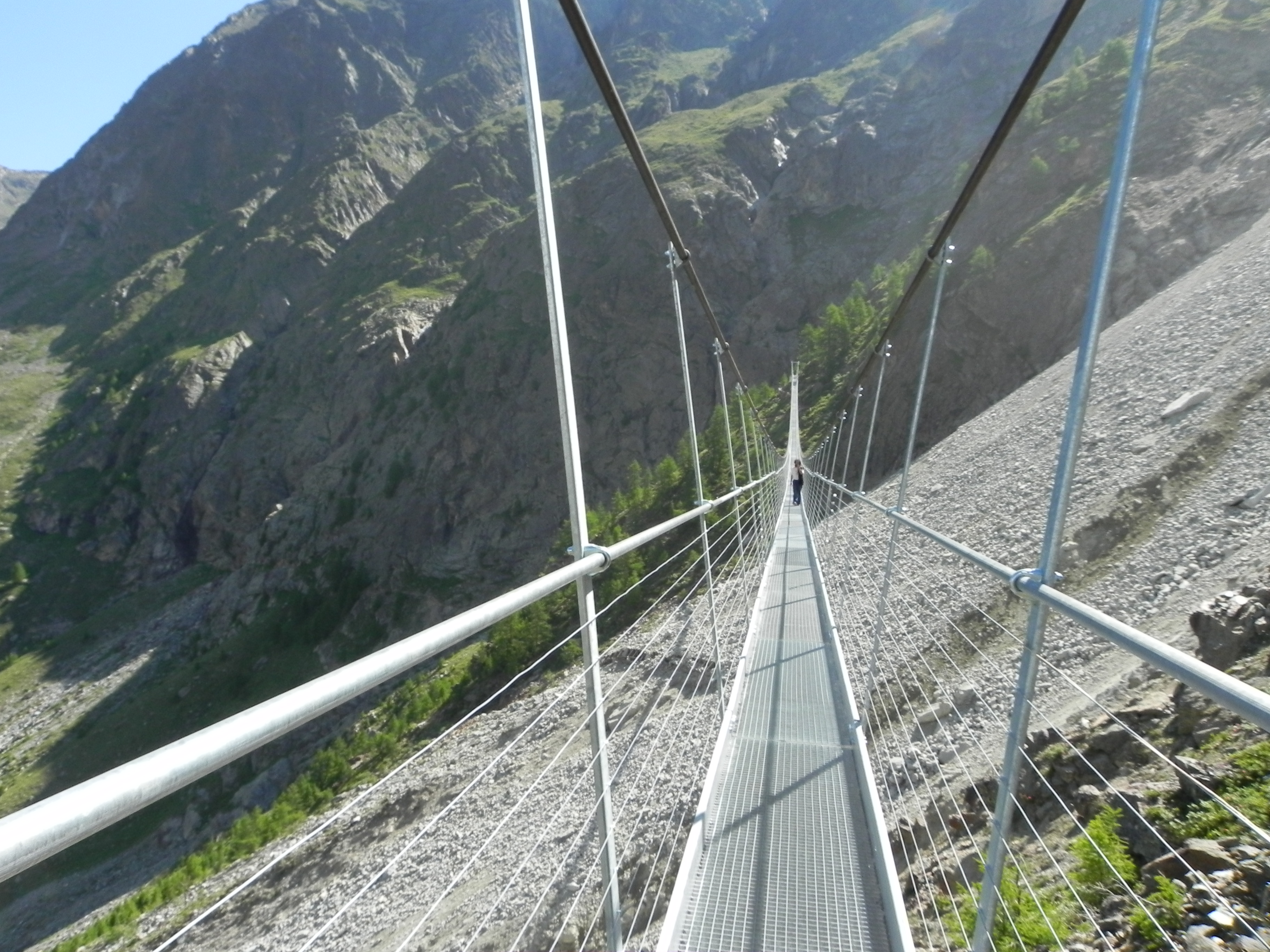
Närbild på Europabrücke